# Sammy Fabelman
Samuel "Sammy" Fabelman est un personnage fictif et le principal protagoniste du film semi-autobiographique de Steven Spielberg de 2022, The Fabelmans, que le cinéaste a coécrit avec Tony Kushner. Il est vaguement inspiré de Steven Spielberg lui-même et a été interprété dans le film par Gabriel LaBelle.

## Biographie fictive
Sammy est le fils aîné de la famille Fabelman. Sa mère se nomme Mitzi (Michelle Williams) et son père Burt (Paul Dano). Les jeunes sœurs de Sammy sont Reggie (Julia Butters), Natalie (Keeley Karsten) et Lisa (Sophia Kopera). Ses grands-mères Hadassah Fabelman (Jeannie Berlin) et Tina Schildkraut (Robin Bartlett) visitent souvent la famille pour de petits dîners et des occasions spéciales. Comme Spielberg, c'est sa première sortie au cinéma en janvier 1952, quand ses parents l'emmenèrent à 7 ans pour voir Sous le plus grand chapiteau du monde de Cecil B. DeMille, où il découvre sa passion et son amour pour les films. Cela l'amène à recréer la célèbre séquence de l'accident du train avec l'une de ses maquettes qu'il a obtenues pour Hanoucca. Peu à peu, il commence à faire ses propres films à mesure qu'il grandit.
En Arizona, Sammy, désormais âgé à 16 ans, est très influencé par L'Homme qui tua Liberty Valance (1962). Avec ses camarades scouts, il s'inspire du film de John Ford pour tourner un court métrage en 8 mm, Gunsmog, qui lui vaut un badge de mérite pour la photographie. Ses amis l'aident également à faire un court métrage sur la Seconde Guerre mondiale, Escape to Nowhere. Sammy fait projeter le film qui émeut fortement sa famille et de ses amis. Cependant, il découvre alors qu'il monte des films d'un voyage familial, que sa mère, Mitzi, a eu une aventure avec l'ami et collègue de Burt, Bennie Loewy (Seth Rogen). Sammy voyait cet homme comme un oncle de substitution pour lui et ses sœurs. Cette révélation met son cinéma au point mort, ce qui se poursuit avec le déménagement de sa famille à Saratoga en Californie.
C'est là qu'il commence à fréquenter le lycée Grand View High School où il devient la cible de deux élèves, Logan Hall (Sam Rechner) et Chad Thomas (Oakes Fegley), qui lui font des blagues antisémites. Plus tard, Il finit plus tard par sortir avec la fervente chrétienne Monica Sherwood (Chloe East), qui lui demande de filmer le Senior Ditch Day de l'école, une offre qu'il accepte finalement quand il mentionne que son père lui fournira sa caméra Arriflex 16 mm. Après un nouveau déménagement dans une nouvelle maison de location, Mitzi et Burt annoncent leur divorce à leurs enfants. Sammy en est très marqué. Lors du bal de promo, Sammy et Monica se séparent après que cette dernière révèle qu'elle ne peut pas laisser de côté ses plans d'intégrer l'université A&M du Texas pour rester avec lui partant à Hollywood. Lors de la soirée, Sammy projette son film du Ditch Day et reçoit un accueil chaleureux de ses camarades. Logan n'est cependant pas satisfait de son image que Sammy a montré dans son montage. Les deux en discutent dans les vestiaires, lorsque Chad, qui vient d'arriver, tente de frapper Sammy, Logan le défend alors. Ils promettent de garder sa réaction secrète, Sammy répondant en plaisantant « À moins que je fasse un film à ce sujet… ce que je ne ferai jamais, jamais. »
Un an plus tard, Sammy vit désormais avec son père Burt à Hollywood. Il lutte pour trouver du travail et envisage de quitter l'université, jusqu'à ce qu'il reçoive une offre de CBS pour travailler sur la série Papa Schultz. Burt accepte enfin la passion de son fils après avoir vu une photo de Mitzi et Bennie ensemble dans leur nouvelle vie. Bernard Fein, le co-créateur de la série, se rend compte des aspirations de Sammy et l'invite même à rencontrer son idole, John Ford. Ce dernier donne à Sammy une leçon sur le cadrage filmique, ce qui l'encourage à poursuivre ses rêves.

## Inspiration
Le personnage de Sammy Fabelman se base en partie sur Steven Spielberg lui-même, avec quelques éléments de fiction pour le rendre plus original. Ses parents et sœurs sont basés sur la famille du réalisateur  : sa mère Leah Adler, son père Arnold Spielberg et ses sœurs Anne, Sue et Nancy. Boris Podgorny (Judd Hirsch), qui lui donne un monologue fondamental sur la façon d’engager sa famille dans l’art et sur la façon dont les deux aspects resteront complètement désavantagés, se basa sur le propre oncle du même nom de Steven Spielberg. Dans une scène qui a été supprimée du film, Sammy était également supposé avoir un grand-père (interprété par Jonathan Hadary) qui est mort avant le début de l'histoire. 
Pour expliquer le nom de la famille "Fabelman", le coscénariste Tony Kushner déclare :

« “Spielberg” signifie “montagne de jeu” ; spieler est un acteur en yiddish, et un spiel peut être un discours ou une pièce de théâtre... Je voulais avoir un peu de ce sens, et j'ai toujours aimé le mot allemand fabel, qui signifie fable. Et parce que le film est autobiographique pour Steven mais ce n'est pas une autobiographie, ce n'est pas un documentaire, donc il y a aussi un élément fictif. J'ai donc pensé que "Fabelman" était un clin d'œil à cela. »

— Tony Kushner
Gabriel LaBelle, qui a été choisi parmi plus de 2 000 prétendants, a décrit que la plupart des événements et des situations auxquels Sammy fait face dans le film sont arrivés à Spielberg dans la vie réelle, en particulier le harcèlement antisémite et sa rencontre avec John Ford. Le jeune acteur Mateo Zoryan joue quant à lui le personnage plus jeune, au début du film. À propos du choix de ces deux acteurs, Spielberg a révélé que c'était le plus difficile : « Le défi de choisir des acteurs pour jouer mes parents n'était pas aussi difficile que de choisir quelqu'un pour me représenter... Je peux être objectif à propos de ma mère et de mon père, mais personne ne peut être vraiment objectif à propos de lui-même. Gabe était plus le moi de mon imagination – tellement plus cool que je ne l'aurais jamais pensé au même âge. »

## Caractérisation et représentation
Eric Langberg du site SlashFilm décrit Sammy comme sympathique, largement créatif et s'efforce de travailler à partir du sol comme un jeune cinéaste pour réaliser ses aspirations. Kole Lyndon Lee de ScreenCraft et Ronald Meyer de Collider ont noté la passion du personnage pour le cinéma est une façon d'échapper à ses problèmes personnels et scolaires semblables à la représentation à l'écran de l'escroc Frank Abagnale, Jr. dans son film Arrête-moi si tu peux, ainsi que la rupture de ses propres parents.

### Similitudes et différences de Steven Spielberg
Alors que le film retrace des événements de la vie de Steven Spielberg, certains éléments ont été créés exclusivement pour ajouter à la fictionnalisation de l'histoire, notamment la petite-amie de Sammy, Monica Sherwood. Le cinéaste, comme Sammy, a découvert la liaison de sa mère à 16 ans et l'a gardé secrète jusqu'au divorce de ses parents. Certains camarades de classe de Steven Spielberg au lycée de Saratoga ont également déclaré que certaines scènes de l'école n'ont pas eu lieu comme dans le film. Un camarade de classe, Phil Pennypacker a révélé que ce n'étaient pas des sportifs qui s'en prenaient à Spielberg mais « un groupe de gens du type club automobile ; ils portaient des vestes distinctives et conduisaient des voitures électriques. » Cependant, le réalisateur a déclaré dans un entretien pour The New York Times en 1993 pour la sortie de La Liste de Schindler qu'il s'agissait en fait de deux étudiants en particulier qui l'intimidaient à l'école, mais n'a pas révélé leur identité réelle,,,. Ed Potton du Times note que la "scène du couloir" entre Sammy et Logan était différente de la façon dont la rencontre finale s'est déroulée dans la vraie vie, Spielberg disant que l'intimidateur « est tombé sur une personne changée. Il a dit que le film sur le Ditch Day l'avait fait rire et qu'il aurait aimé mieux me connaître. » Angelo, le boy-scout que Sammy a fait jouer dans Escape to Nowhere alors qu'il vivait à Phoenix, était également un agresseur envers Spielberg dans la vraie vie au lieu d'être un de ses amis comme on le voit dans le film.
Un autre différence avec la vraie vie de Spielberg à lieu, après le divorce de ses paravents il s’inventât un ami imaginaire ce qui n’as pas l’air d’être le cas pour Sammy.
Joseph McBride, qui a écrit la biographie non autorisée Steven Spielberg: A Biography publiée en 1997, considère la version réelle de cet événement comme « extrêmement intelligente », dans la mesure où Spielberg « a mis l'enfant dans l'un de ses films » et, ce faisant, « a fait du gars, sinon son ami, du moins son collaborateur », en le reliant à la façon dont The Fabelmans abordent le thème du contrôle.

## Accueil critique
Le personnage de Sammy Fabelman a été accueilli favorablement, notamment la performance de Gabriel LaBelle qui globalement acclamée par la critique. Pete Hammond de Limit Hollywood a décrit sa prestation comme « sensationnel d'un bout à l'autre, un jeune homme amoureux du cinéma, mais torturé par des douleurs de croissance et une famille qui s'éloigne. » Ryan McQuade de Awards Watch qualifie la performance du jeune acteur qui se démarque parmi les autres acteurs et a salué le personnage de Sammy qu'il décrit comme « quelqu'un en qui nous pouvons avoir confiance et avec qui nous pouvons nous connecter pendant que nous voyons son histoire se dérouler. » Brian Truitt de USA Today écrit à propos de Gabriem LaBelle qu'il « vous touche le cœur alors que le tournage de son personnage, cette entreprise qu'il adore, devient l'objectif d'un secret qui crée un fossé entre ses proches », en se référant positivement à la façon dont plusieurs scènes font que les spectateurs voient le film avec l'œil de Sammy,.
La scène de la confrontation dans le couloir et de l'entente finale entre Sammy et Logan a été citée par certains critiques comme l'un des meilleurs moments du personnage dans le film. Peter Volk de Polygon parle d'un « un moment puissant dans un film rempli de moments puissants, et il va droit au cœur de l’histoire de Spielberg sur le pouvoir indéniable des images et la responsabilité de ceux qui les manipulent,. »
Pour sa performance, Gabriel LaBelle reçoit de nombreux prix notamment le prix de la meilleure révélation aux National Board of Review Awards ou encore le Critics' Choice Movie Award du meilleur espoir,,,.